# Déli vasút ABaü I–II. osztályú személykocsi
A Déli vasút ABaü I–II. osztályú személykocsi egy vasúti személykocsi-típus volt.
Az egykori cs. és kir. szabadalmazott Déli Vasút (k. k. priv. Südbahn) a századforduló idején a gyorsvonati forgalom korszerűsítésére 14 darab I–II. osztályú és 10 darab III. osztályú, 19 m hosszú forgóvázas személykocsit szerzett be, ezekből öt-öt darabot a magyarországi üzletigazgatóság számára. A három utolsó, ABaü 628–630 pályaszámú I–II. osztályú kocsit a budapesti Ganz és Társa vasúti kocsigyár építette. A magyarországi kocsikat az 1909. évi átszámozáskor ABaü 11801–11805, illetve Caü 14801–14805 pályaszámokkal látták el. A kocsikat, a MÁV átvételt követően, az 1930-as években dongatetős kivitelre építették át.

## Az SB/DV ABaü 630 pályaszámú kocsi
Az SB/DV ABaü 630 pályaszámú kocsi 1903-ban készült a Ganz és Társa vasúti kocsigyárban. Pályaszáma a Déli Vasút magyarországi vonalain üzemelő személykocsik 1909–1910-ben végrehajtott átszámozása során ABaü 11805 lett. A DSA államosításakor, 1932-ben a kocsi MÁV ABa 2404 pályaszámot kapott. Későbbi pályaszámai: 1935 - BCa 3519, 1959 - ABa 2651. 1969-ben szakszolgálati járművé minősítették át 30 55 117 3090-8 számmal.
Gyorsvonati nosztalgiaforgalomra alkalmassá téve a Millenniumi Kormánybiztosság támogatásával újjáépítette a szombathelyi MÁV Vasjármű Járműjavító és Gyártó Kft. a millennium évében.